# Epamera jacksoni
Epamera jacksoni är en fjärilsart som beskrevs av Henry Stempffer 1950. Epamera jacksoni ingår i släktet Epamera och familjen juvelvingar. Inga underarter finns listade i Catalogue of Life.